# Cachimba del Rey
La Cachimba del rey es un rincón histórico de la ciudad de Maldonado (Uruguay). Toma su nombre de una cachimba que desde los inicios fundacionales de la ciudad de Maldonado hacia la segunda mitad del siglo XVIII, abasteció de agua dulce a los pobladores de la zona hasta alrededor del año 1873, siendo reutilizada durante la sequía de 1921 para paliar la falta de agua de la población. "Su agua era de gran pureza y debido a su importancia para la comunidad se la llamó -del rey- según la costumbre de la época de nombrar así a toda propiedad realenga, es decir, del Rey de España, ya que Maldonado era una colonia española.".

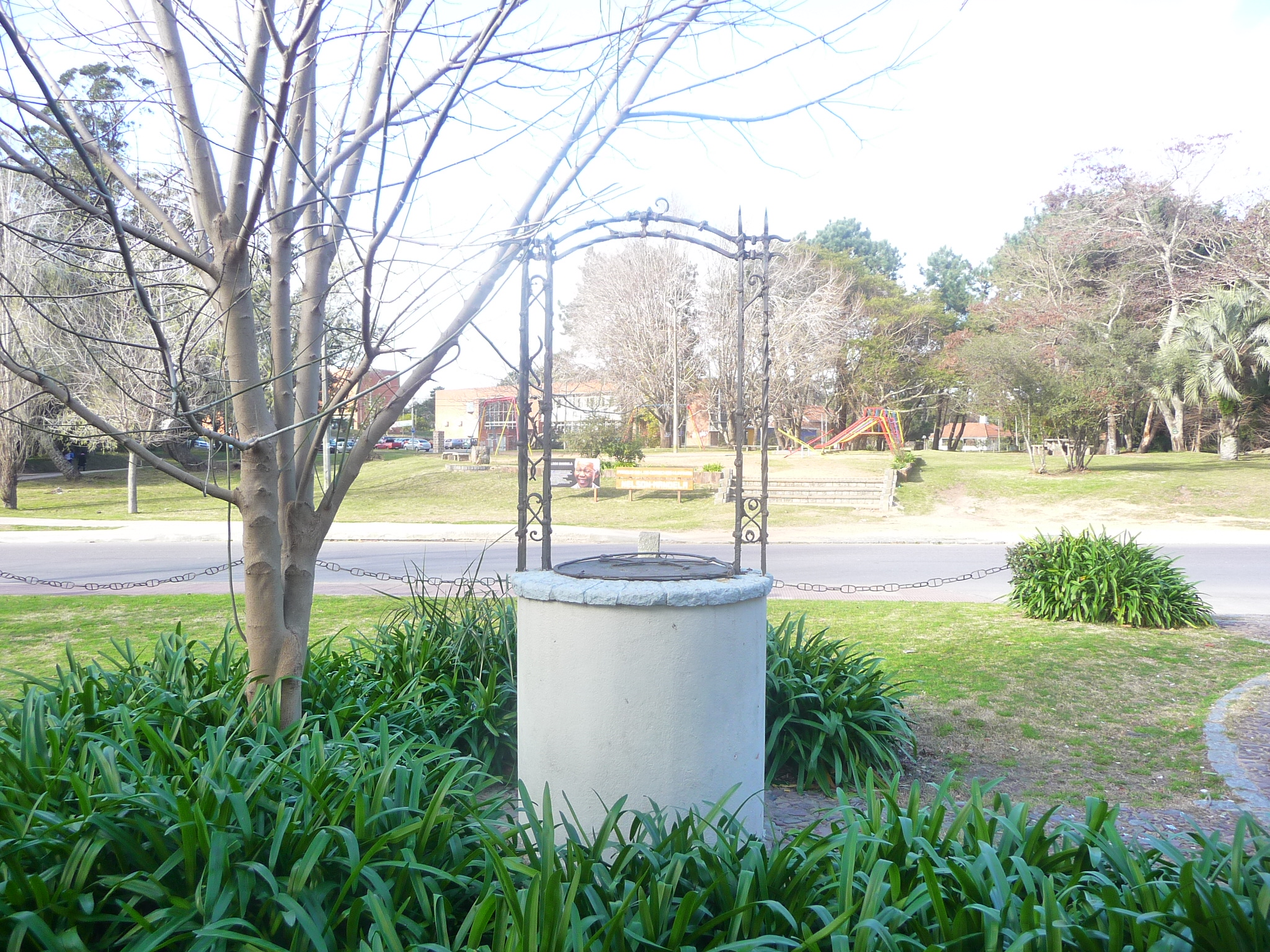

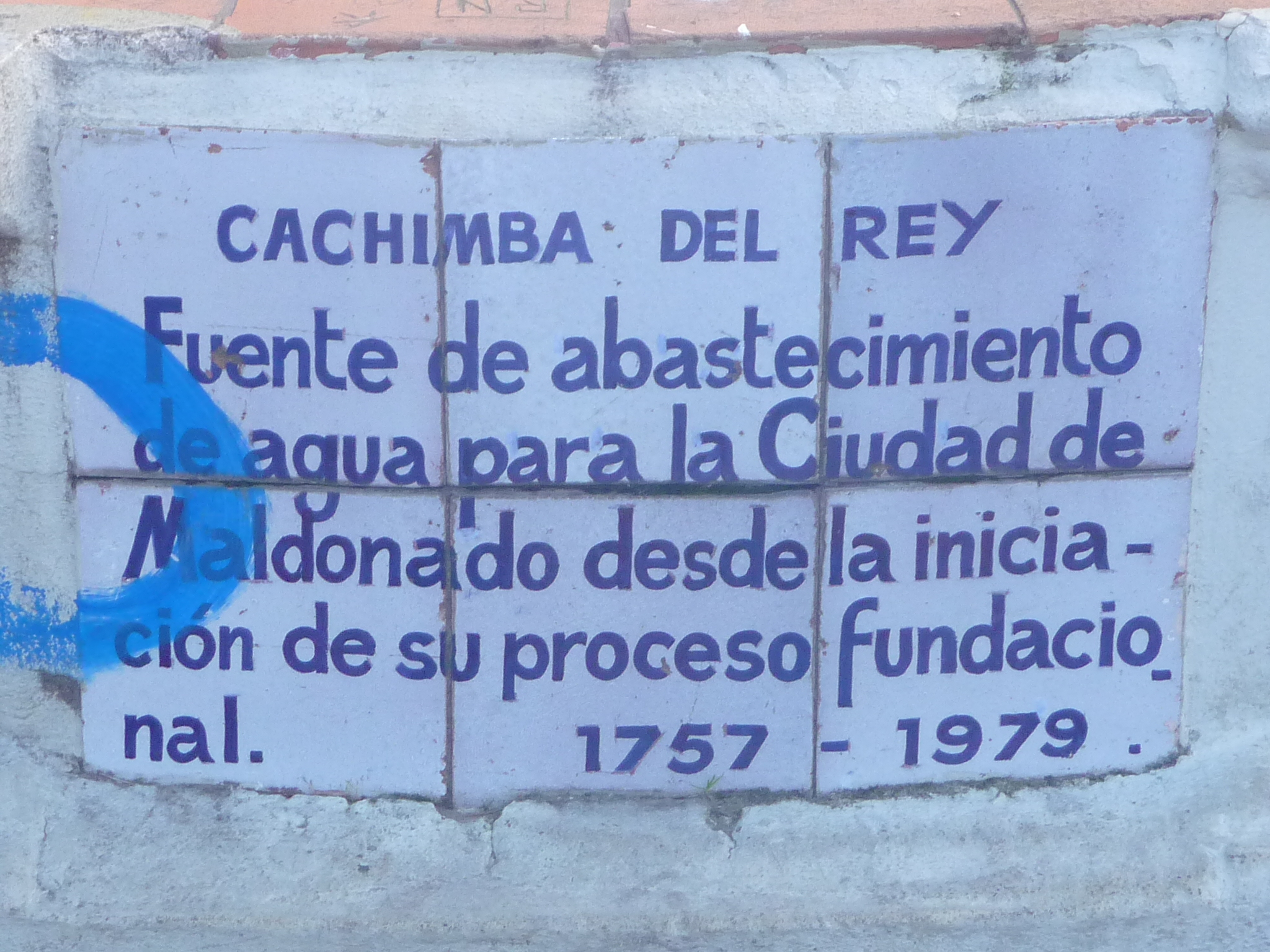

Según la leyenda, quien beba de la fuente regresará a Maldonado:
"Leyenda que acuña sueños entre médanos dorados, el que bebe en la cachimba siempre vuelve a Maldonado".

## Reacondicionamiento de la plaza
BUENAS CABLOOSS leyenda. Un monumento del artista Mario Lazo, oriundo del pueblo Garzón, recuerda a los dos indiecitos de la "Leyenda de la Cachimba del Rey". Las esculturas de Timbó Guazú y de Guidaí nos recuerdan el antiguo dicho popular que reza: «Quien de esta agua bebe, se queda o vuelve».